# Pulvinaria rhois
Pulvinaria rhois är en insektsart som beskrevs av Edward MacFarlane Ehrhorn 1898.
Pulvinaria rhois ingår i släktet Pulvinaria och familjen skålsköldlöss. Inga underarter finns listade i Catalogue of Life.